# Гиппус
Гиппус — это приступы ритмичных сужений и расширений зрачка, продолжающиеся несколько секунд. Приступы эти нерегулярны, не зависят от остроты зрения, освещения, аккомодации и конвергенции, от различных психических и сенсорных влияний. Различными авторами описывалось наличие гиппуса у больных множественным склерозом, менингитами, церебральными кровоизлияниями, опухолями, нейросифилисом, при гемиплегии, параличах глазодвигательного аппарата, у эпилептиков, невротиков и часто даже у здоровых людей.